# 汉堡蒙特威尔第合唱团
汉堡蒙特威尔第合唱团（德語：Monteverdi-Chor Hamburg）属於德国最负盛名的音乐会合唱团之一，在其同时身为创办人与长期指挥的 Jürgen Jürgens带领之下，经由灌录决定性的唱片以及赢得多项世界性竞赛大奖而在国际间提高知名度。1994至2018年期间的指挥Gothart Stier来自莱比锡，目前此职由Antonius Adamske担任。
汉堡蒙特威尔第合唱团於1955年由Jürgen Jürgens以「义大利文化中心合唱团」(Chor am Italienischen Kulturinstitut) 之名创团，他於同年接受义大利文化负责人的建议而将该团更名为「蒙特威尔第合唱团」(Monteverdi-Chor)，而作曲家蒙特威尔第在那个时期仍然鲜为人知。自1961年起，合唱团隶属於汉堡大学一跨越科系的「学院音乐培养」组织的一部分，自1961至1993年间的指挥为大学音乐总监的Jürgen Jürgens。
经过4年，蒙特威尔第合唱团首次於1959年在义大利的阿雷佐(Arezzo) 获得国际性的合唱比赛冠军。随後又接着在1962年法国里耳(Lille) 的国际合唱大赛获得第一名成绩。
在与 Gustav Leonhardt、Nikolaus Harnoncourt、Frans Brüggen 和 Eduard Melkus众人的合作之下，合唱团与唱片公司Teldec 旗下之子厂牌 Das Alte Werk 以及Deutsche Grammophon Gesellschaft子厂牌 Archiv Produktion 完成了无可计数先驱性的唱片出版，其中众多唱片制作并获颁奖项，因此在世界各地获得极高的知名度。随後合唱团前往全东西欧、近东、中南美洲、东南亚各国、美国、中国和澳大利亚进行演出。
1994年8月 Jürgen Jürgens辞世，莱比锡指挥暨前音乐会演唱家 Gothart Stier遂接手蒙特威尔第合唱团艺术总监之职。2018年10月，早期古典音乐专家Antonius Adamske被荣选为最新该团指挥。